# Marieke de Groot
Marieke de Groot (Spijkenisse, 29 oktober 1985) is een wielrenster en veldrijdster uit Nederland. Ze rijdt anno 2024 voor de Belgische wielerploeg Proximus-Cyclis.

## Carrière
De Groot begon haar sportcarrière als voetbalkeepster en speelde voor RVVH in de topklasse. Ze werd gescout door ADO Den Haag en was daar een seizoen reservekeepster van het team in de Eredivisie Vrouwen, maar werd niet opgesteld. In 2014 besloot ze te stoppen met voetbal, om het wielrennen op te pakken, in eerste instantie als veldrijdster. In 2015 reed ze voor Restore Cycling en startte ze op het NK Veldrijden.
In 2018 reed ze voor Health Mate-Cyclelive en in 2020 en 2021 voor Doltcini-Van Eyck Sport.
In 2021 werd De Groot negende in Binche-Chimay-Binche. In 2022 werd ze tiende in de Volta Limburg Classic, achtste in Dwars door het Hageland en zesde in de Konvert Koerse te Kortrijk. Dat jaar won ze het tussensprintklassement van de Tour de la Semois.
In de Omloop Het Nieuwsblad 2024 zat De Groot in de kopgroep die pas in de finale werd teruggegrepen.

## Resultaten in voornaamste wedstrijden
|      | \| Jaar \| Gent-Wevelgem \| \| ---- \| ------------- \| \| 2024 \| opgave \| |
| Jaar | Gent-Wevelgem                                                                |
| 2024 | opgave                                                                       |